# Erich Priebke
Erich Priebke (Hennigsdorf, 29 juli 1913 – Rome, 11 oktober 2013) was een Duitse SS'er en oorlogsmisdadiger.

## Biografie
Priebke was op 24 maart 1944 betrokken bij de moordpartij in de Ardeatijnse grotten vlak bij Rome. Hierbij werden 335 Italiaanse burgers, waaronder 75 Joden, vermoord als vergelding voor de dood van 33 Duitse militairen, die door het verzet waren gedood. Bij deze moordpartij was ook de Duitser Karl Hass betrokken.
Na de oorlog werd hij in het noordoosten van Italië door de Britten gevangengenomen, maar hij ontsnapte in 1946. Twee jaar later kwam hij aan in Argentinië, waar hij tientallen jaren als een vrij burger onder zijn eigen naam woonde. Na het herstel van de diplomatieke betrekkingen tussen de Duitse Bondsrepubliek en Argentinië kreeg  hij opnieuw een Duits paspoort. Hij ontving ook een oorlogspensioen. Zijn betrokkenheid bij het bloedbad in Italië werd voor het eerst genoemd in 1991 door Esteban Buch, die berichtte over nazi's die sinds de jaren vijftig in Bariloche woonden.
In 1994 werd hij opgespoord via een televisieprogramma van de Amerikaanse zender ABC, kort nadat ABC een andere nazi had opgespoord: Reinhard Kopps. Kopps wees verslaggever Sam Donaldson op Erich Priebke. Priebke gaf Donaldson vervolgens een interview.  Als gevolg van deze uitzending werd een arrestatiebevel tegen hem uitgevaardigd en kreeg hij huisarrest in zijn woning in het skioord Bariloche, waar hij sinds 1949 had gewoond.
Uiteindelijk werd hij op 20 november 1995 door Argentinië uitgeleverd aan Italië. In 1998 werd hij tot een levenslange gevangenisstraf veroordeeld. In maart 1999 schreef zijn echtgenote Alice Stoll aan de toenmalige Italiaanse president Oscar Luigi Scalfaro een brief waarin ze hem om gratie van haar echtgenoot verzocht. In maart 2004 probeerde een groepje nazi-sympathisanten Priebke nog vrij te krijgen met een gratieverzoek, maar dit mislukte. Hij was toen de oudste gevangene in Europa.
In de zomer van 2005 ontstond er opschudding toen bleek dat Priebke van een vakantie zat te genieten in een villa aan het Italiaanse meer Lago Maggiore en dus niet in de gevangenis verbleef. Als gevolg van de heftige reacties moest zijn vakantie voortijdig afgebroken worden. In juni 2007 kreeg Priebke opnieuw huisarrest in Rome, nadat hij wat meer vrijheden had gekregen. Zo mocht hij op het kantoor van zijn advocaat Paolo Giachini vertaalwerk doen. Dit leidde tot hevige protesten voor het advocatenkantoor, waarna de rechter het huisarrest opnieuw instelde.
In juni 2010 was er even sprake van dat hij kandidaat zou zijn voor de verkiezingen van de NPD in Duitsland om tot bondspresident te worden gekozen. In oktober 2010 werd, ondanks vele protesten, een aantal van zijn bewegingsbeperkingen van het huisarrest opgeheven. Op 29 maart 2011 werd Priebke gefotografeerd door het Italiaanse weekblad Oggi voor een restaurant in Rome, wat erop leek te wijzen dat het huisarrest was verbroken. Priebke mocht gewoon buiten wandelen ondanks zijn huisarrest. In juli 2013 ontstond er een rel over de viering van zijn 100e verjaardag. Priebke overleed enkele maanden later, op 11 oktober 2013, in Rome. Er ontstond wederom commotie, want Argentinië wilde niet toestaan dat hij (naast zijn vrouw) in Argentinië begraven werd. Uiteindelijk werd besloten Priebke op een geheime plaats 'ergens tussen Italië en Duitsland' bij te zetten. Zoon Jorge noemde na het overlijden van Priebke sr. diens proces "bedrog van Joden". Hij beschouwde zijn vader als een slachtoffer.